# NGC 6096
NGC 6096 est une vaste galaxie spirale relativement éloignée et située dans la constellation de la Couronne boréale. Sa vitesse par rapport au fond diffus cosmologique est de 9 896 ± 5 km/s, ce qui correspond à une distance de Hubble de 146,0 ± 10,2 Mpc (∼476 millions d'al). NGC 6096 a été découverte par l'astronome allemand Albert Marth en 1864.
Selon la base de données Simbad, NGC 6096 est une galaxie LINER, c'est-à-dire une galaxie dont le noyau présente un spectre d'émission caractérisé par de larges raies d'atomes faiblement ionisés.